# Lockheed XF-104
O Lockheed XF-104 foi um protótipo de aeronave interceptora, supersónica, de motor único e alta performance para a Força Aérea dos Estados Unidos, na classe de caças simples e leves. Apenas dois exemplares foram construídos, sendo um usado para testes com a aerodinâmica e o outro em testes com armamento. Ambos os protótipos foram destruídos em acidentes durante os testes. O XF-104 foi a base para o desenvolvimento de mais de 2 500 F-104 Starfighters.
Durante a Guerra da Coreia, os pilotos da USAF foram subjugados pelos pilotos soviéticos, que tinham ao seu dispor os primeiros MiG a jacto. Os engenheiros da Lockheed, liderados por Kelly Johnson, desenvolveram uma nova aeronave com um design revolucionário ao Alto Comando da USAF. O design era notável pela sua aparência macia, particularmente por causa das asas finas e da fuselagem em forma de míssil, mas também por um novo sistema de ejecção do piloto.
O primeiro voo do XF-104 ocorreu em Fevereiro de 1954. Durante o voo, a aeronave acusou diversos problemas, alguns dos quais foram resolvidos; porém, a performance provou ser acima da expectativa. Embora ambos os protótipos tenham sido destruídos em acidentes durante os testes, a USAF encomendou 17 F-104. A nível internacional, a produção do F-104 Starfighter revelou-se popular, servindo na linha da frente em diversos países.

## Desenvolvimento
Clarence L. "Kelly" Johnson, engenheiro-chefe na Lockheed Skunk Works, visitou a Coreia em Dezembro de 1951 e falou directamente com os pilotos americanos sobre que tipo de aeronave eles pretendiam pilotar. Durante esta altura, os pilotos da Força Aérea estavam a confrontar o MiG-15 "Fagot" nos seus F-86 Sabres, e muitos pilotos sentiam que o MiG era superior quando equiparado com o grande e complexo design americano. Os pilotos pediram uma aeronave pequena e simples, mas com uma performance excelente. Um piloto em particular, o coronel Gabby Gabreski, foi citado ao dizer que "preferia fazer pontaria com uma pastilha elástica" e disse a Johnson que o radar era "uma perda de tempo".

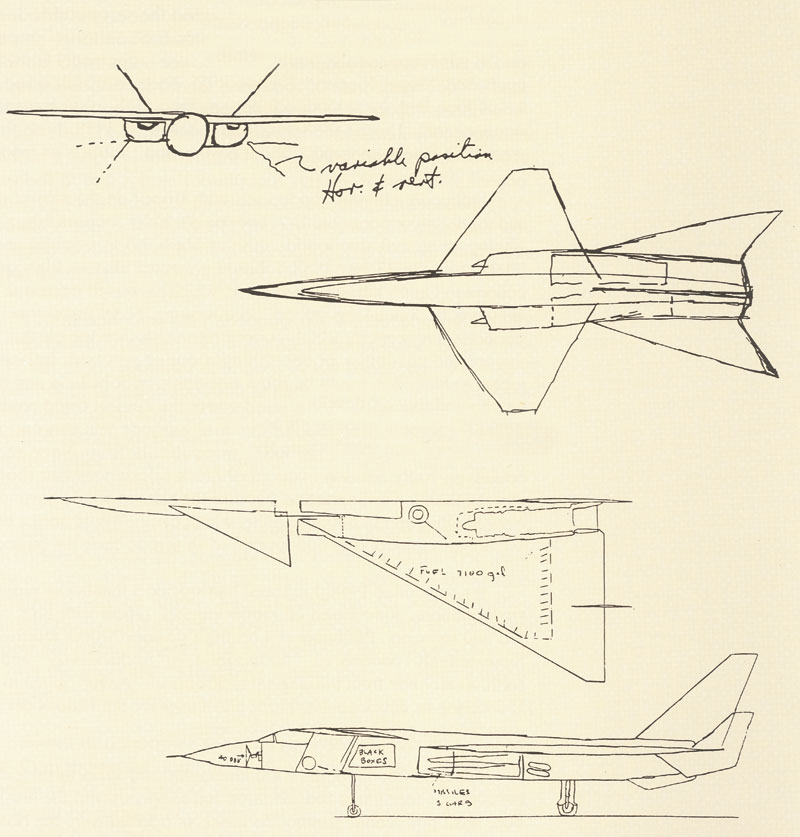
O design original pretendido por Johnson.

No seu regresso aos Estados Unidos, Johnson imediatamente deu início ao design de uma aeronave que fosse capaz de atender aos pedidos feitos pelos pilotos, sabendo que mais tarde ou mais cedo o governo americano iria abrir um concurso para uma aeronave que fizesse frente ao MiG. Em Março de 1952, reuniu uma equipa e começou a esboçar. O L-246, nome no projecto, permaneceu idêntico até ser entregue como "Model L-083 Starfighter".
O design foi apresentado à Força Aérea em Novembro de 1952, que estava interessada o suficiente ao ponto de convidar diversas empresas a participar na concepção. Três designs adicionais foram apresentados: o Republic AP-55, uma versão melhorada do XF-91 Thunderceptor, o North American NA-212, que eventualmente se transformaria no North American F-107, e o Northrop N-102 Fang, um novo design alimentado por um motor J79 da General Electric. Embora todos fossem interessantes, a Lockheed ganhou o projecto e assinou contrato em Março de 1953.
Testes envolvendo o Lockheed X-7 providenciaram dados valiosos para a pesquisa na aerodinâmica, sendo que o XF-104 iria herdar as asas e a cauda do X-7. Também a experiência ganha da performance do Douglas X-3 Stiletto foi usada durante a fase de design do Xf-104. Mais de 400 modelos diferentes de diversas partes da aeronave foram submetidos a testes, nos quais os filmes da câmara de filmagem eram recuperados por paraquedas.
O trabalho progrediu rapidamente, com um modelo basicamente composto de madeira e pronto no final de Abril, sendo que o trabalho nos dois protótipos começou em Maio. Na altura, o motor J79 ainda não estava terminado, o que fez com que os protótipos fossem construídos para incorporarem um motor Wright J65. A construção do primeiro protótipo XF-104 (número de série 53-7786, buzz number FG-786) começou no verão de 1953 na fábrica da Lockheed na Califórnia. Esta aeronave era alimentada por um motor turbojato Wright J65-B-3, estando o protótipo construído no início de 1954; em Março, já estava a voar. O tempo total que a construtora tinha para colocar a aeronave no ar era de apenas um ano, sendo este um prazo muito reduzido visto que na actualidade é típico as construtoras terem entre 10 a 15 anos para o realizar. Já a construção do segundo protótipo deu-se a um passo muito mais lento.

## Design

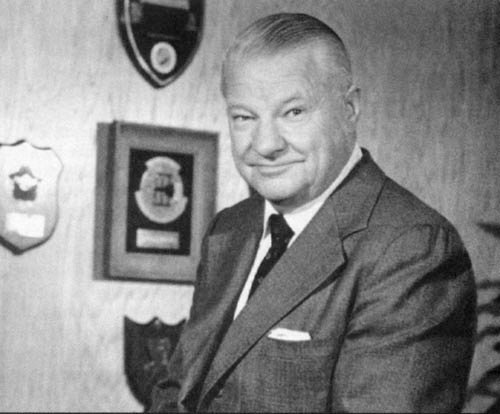
Kelly Johnson, o homem por de trás do XF-104.

Para atingir a performance desejada, a Lockheed escolheu uma estratégia: um design que alcançaria uma alta performance através do seu leve peso, da maior eficiência aerodinâmica possível de construir à volta de um único motor poderoso. O objectivo era minimizar o atrito da aeronave na sua locomoção e o seu peso.
O XF-104 tinha as asas com um design radical. A maioria dos caças a jacto na época (e ainda hoje) eram compostas por uma asa em forma de delta. Isto permitia um balanço entre a performance aerodinâmica, elevação e espaço interno para combustível e equipamento. Contudo, os testes da Lockheed determinaram que a forma mais eficiente para velocidades supersónicas era uma asa pequena, montada no meio da fuselagem e com o formato de um trapézio. As pontas das asas eram tão finas e tão afiadas que revelaram-se um perigo para as tripulações em terra, tendo sido necessário "vestir" as asas com protecções sempre que a aeronave estava em terra. Esta espessura fina significava que os tanques de combustível e o trem de aterragem tinham de estar incorporados na fuselagem. Diversos accionadores hidráulicos eram tão finos que chegavam a ter apenas 2,5 cm, enquanto que cada flap era accionada electricamente. Porém, o XF-104 não tinha nenhum sistema de controle de camada limite que o modelo produzido em série viria a ter.
Após longos testes no túnel de vento, os estabilizadores foram montados nas asas e na cauda para um melhor controlo da aeronave e para a tornar estável. Devido ao estabilizador da cauda ser apenas ligeiramente mais curto que o comprimento de cada uma das asas, poderia em situações necessárias actuar como uma asa. Para contrariar este efeito, as asas foram reguladas para que a parte da frente apontasse ligeiramente para baixo. O leme era operado manualmente através de pequenas guinadas por meio de pequenos amortecedores na parte inferior do estabilizador.

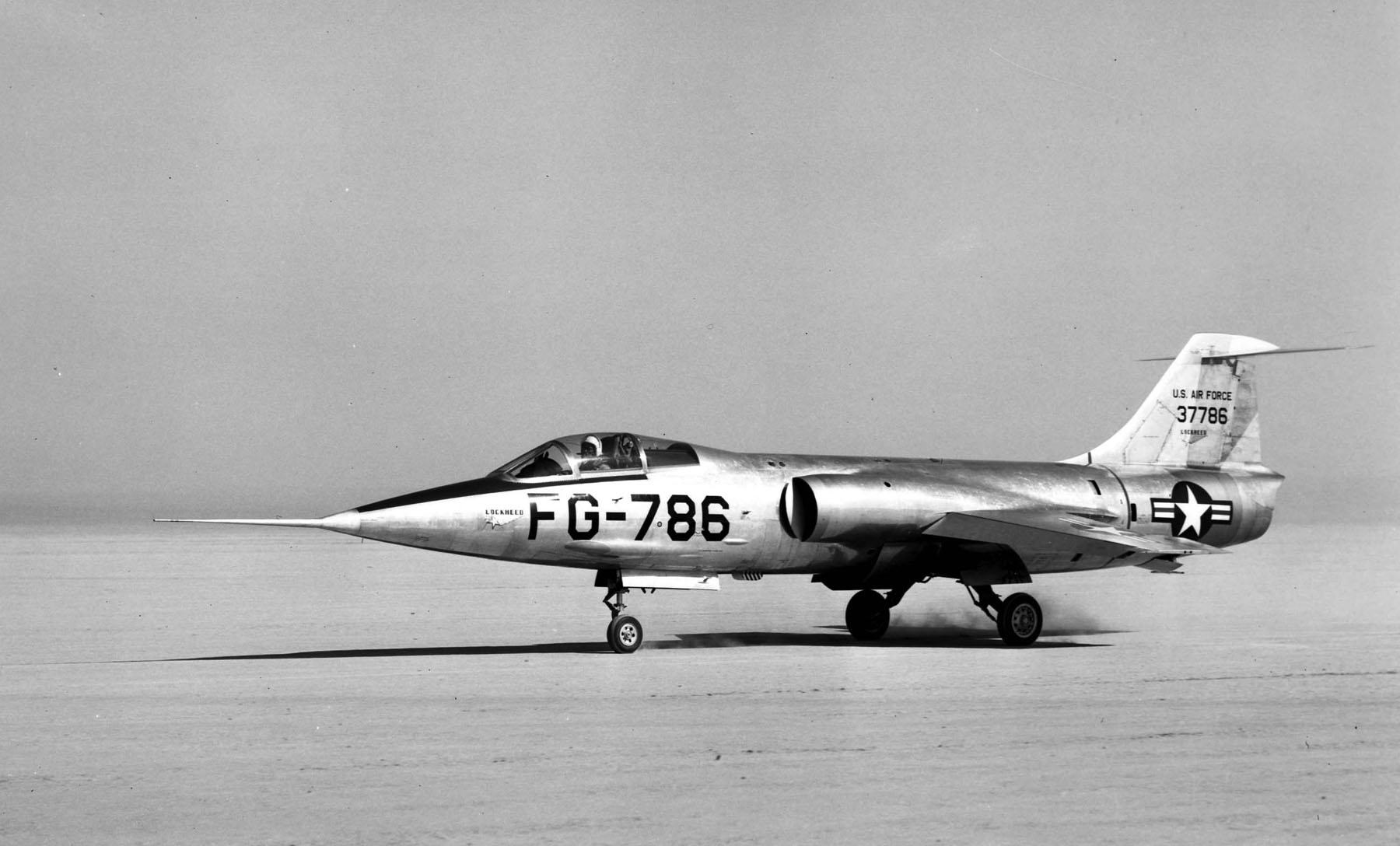
O primeiro XF-104 na Base da Força Aérea de Edwards.

A fuselagem do XF-104 era consideravelmente fina, afinando bruscamente em direcção ao nariz da aeronave. Esta fuselagem era bem constituída, contendo o cockpit, o armamento, todo o combustível que a aeronave conseguia suportar, o trem de aterragem e o motor. As entradas de ar, desenhadas por Ben Rich, eram de geometria fixa sem cones de entrada, visto que o motor J65 era incapaz de alcançar velocidades Mach. Estas entradas eram similares às do F-94 Starfire, montadas ligeiramente afastadas da fuselagem e com uma placa separadora no meio. A combinação destas características diminuíam a resistência da aeronave quando a voar em linha recta, porém aumentavam drasticamente em manobras de combate.
O XF-104 continha um peculiar sistema de ejecção do assento do piloto. Na eventualidade de a força de explosão ser incapaz de fazer com que o assento fosse expelido da aeronave, no XF-104 o piloto tinha a opção de, manualmente, desfazer-se da fuselagem abaixo do assento e deixar-se cair. A versão produzida em série, o F-104, foi construída com um assento ejector mais evoluído, porém a opção de se desfazer da fuselagem abaixo do assento manteve-se por se revelar bastante útil.

## Historial operacional

### Testes e avaliação

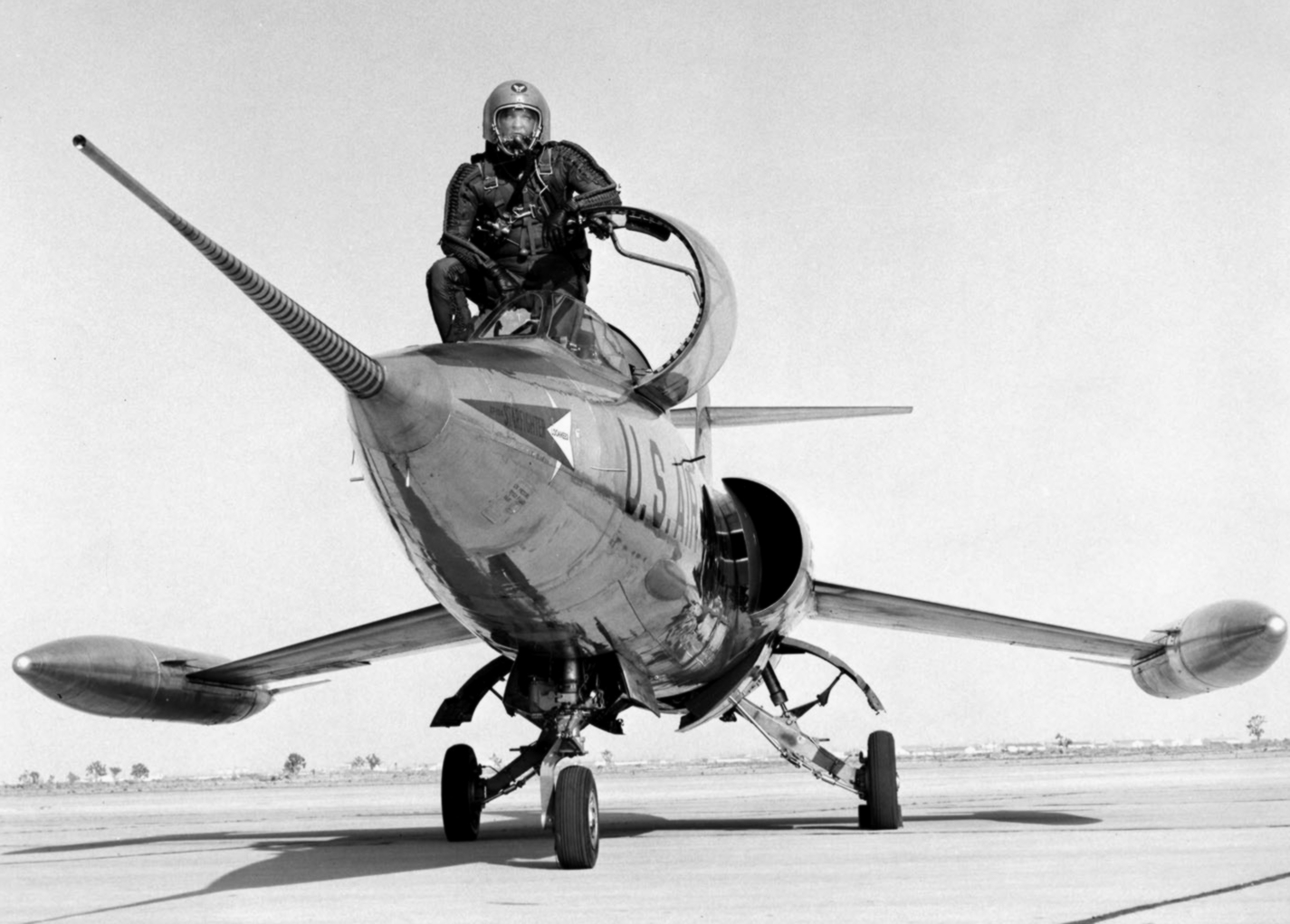
Tony LeVier num XF-104.

O primeiro XF-104 foi transportado para a Base da Força Aérea de Edwards, no sul da Califórnia, sob um manto altamente secreto durante a noite entre 24 e 25 de Fevereiro. O piloto de testes de Tony LeVier ficou encarregue de fazer os testes iniciais. A 28 de Fevereiro de 1954, o XF-104 fez um voo a um metro e meio do solo no prolongamento da pista, porém, o primeiro voo oficial foi levado a cabo a 4 de Março. Durante este voo, o trem de aterragem não recolheu, e Levier aterrou depois de um voo de 20 minutos a baixa velocidade. Ajustamentos e voos posteriores descobriram que o problema era a baixa pressão no sistema hidráulico. O mau tempo manteve o Xf-104 no solo até 26 de Março, data em que novos voos de manutenção foram realizados ainda com o trem de aterragem a funcionar mal.
O segundo protótipo, alimentado por um motor J65 desde o início da sua construção, efectuou o primeiro voo a 5 de Outubro. Sendo que este exemplar seria o objecto onde o armamento seria testado, foi equipado com um canhão M61 Vulcan de 20 mm. Este Xf-104 atingiu uma velocidade mach de 1,79 a 18 mil metros de altitude, pilotado pelo piloto de testes da Lockheed J. Ray Goudey. Esta foi a velocidade mais alta atingida por um XF-104.

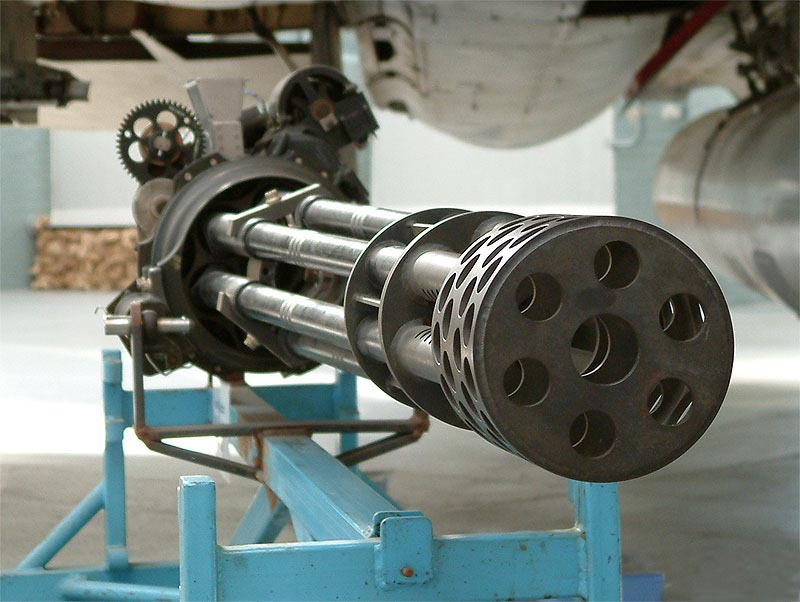
M61 Vulcan.

Já o primeiro protótipo do Xf-104 acabou por ser uma aeronave subsónica, embora facilmente conseguisse ultrapassar mach 1 durante uma descida. Em Julho de 1954 o motor J65-B-3 foi substituído pelo motor turbojato J65-W-7. com este novo motor instalado, a performance da aeronave subiu a pique. A velocidade máxima subiu para os mach 1,49 aos 12,5 quilómetros de altitude. Este primeiro XF-104 foi aceite pela Força Aérea dos Estados Unidos em Novembro de 1945.
Testes iniciais onde o armamento era disparado em pleno voo, no segundo protótipo do Xf-104, foram um sucesso, porém a 17 de Dezembro, houve uma explosão durante um teste de fogo durante um voo que acabou por danificar o motor J65. Tony Levier desligou imediatamente o motor e conseguiu planar com a aeronave, fazendo uma aterragem difícil mas sem fatalidade. Uma investigação mostrou que uma das munições explodiu dentro do canhão de 20 mm, fazendo com que componentes da aeronave fossem contra os tanques de combustível dentro da fuselagem, o que consequentemente fez com que combustível vertesse para o local da explosão e daí para espalhando-se até à entrada de ar esquerda. O motor ficou alagado com combustível, o que danificou seriamente o motor.

### Acidentes
O primeiro protótipo XF-104 perdeu-se num acidente a 11 de Julho de 1957 quando ocorreu um problema com o manuseamento da cauda. Entretanto os componentes da cauda foram arrancados pela força do ar, e o piloto de testes Bill Park foi forçado a ejectar. Já se tinha conhecimentos dos problemas que a cauda continha, motivo pelo qual a aeronave estava impossibilitada de voar numa velocidade superior a 0,95 mach. Tony Levier por diversas vezes pediu que a aeronave fosse colocada num museu, visto que não havia condições mínimas de segurança para que os testes pilotados continuassem em curso.
Já o segundo protótipo havia sido perdido num acidente a 14 de Abril de 1955, com uma carga de mais de 1 000 horas de voo quando o piloto Herman Salmon foi forçado a ejectar durante testes com o armamento. Com a perda desta aeronave que estava encarregue de testar o armamento, os engenheiros da Lockheed continuaram os testes num F-94 Starfire modificado para o propósito. Os dois XF-104 acumulam juntos um total de aproximadamente 2 500 horas de voo.

### Conclusão dos testes
Os testes de voo provaram que as estimativas em torno da performance estavam correctas e que mesmo quando alimentadas com um motor normal como o J65, as aeronaves voaram mais rápido que outros caças que estavam a ser desenvolvidos na mesma altura. O tecto máximo do XF-104 era pouco superior a 18 mil metros, ou seja, 2 000 metros acima do esperado. Ficou-se então a saber que o pequeno motor J65 não estava a conferir à aeronave a performance que na realidade poderia-se esperar dela.

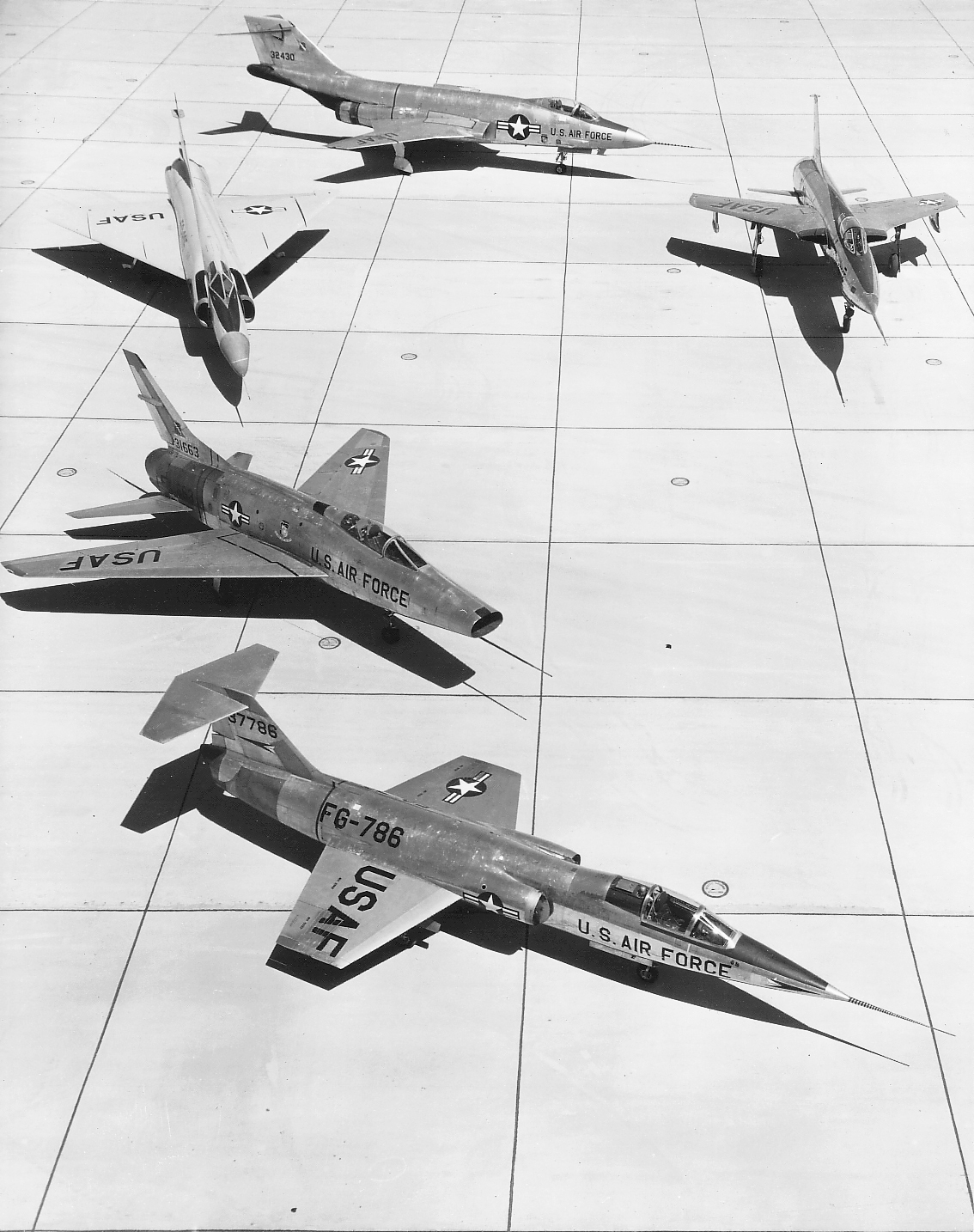
(de baixo para cima, no sentido dos ponteiros do relógio) F-104 Starfighter, F-100 Super Sabre, F-102 Delta Dagger, F-101 Voodoo e F-105 Thunderchief.

Vários problemas ocorreram durante os testes, mas estes foram sucessivamente resolvidos. A aeronave ainda acusou alguns problemas no seu manuseamento a velocidades muito altas (o que fez com que os futuros F-104 fossem todos controlados por sistemas hidráulicos), o que levantou alguma preocupação em torno na manobrabilidade em alta velocidade a uma grande altitude.
Mais tarde, durante uma entrevista, foi perguntado a Kelly Johnson a sua opinião sobre a aeronave, ao que este respondeu "Chegou à expectativa do design concebido? Sim. Em termos do motor, encontramos bastantes problemas, não com o J65 mas sim com o J79." Pelo seu contributo no desenvolvimento da fuselagem para o F-104, Johnson foi agraciado com o Troféu Collier em 1958.

### Produção do F-104
O F-104 provou a aprovação do design do XF-104, o que levou a um contrato para 17 YF-104A para serem usados como aeronaves de teste e posteriormente mais de 2 500 F-104 foram construídos no Estados Unidos e nos países que continham licença para sua a produção.
Ocorreram modificações visíveis desde o XF-104 até à produção do F-104, tal como a fuselagem mais comprida (para acomodar o motor J79 e tanques de combustível externos) e um trem de aterragem mais evoluído para permitir ao piloto um melhor manuseamento da aeronave. Durante os testes com o YF-104A, um estabilizador foi adicionado na zona ventral da fuselagem para aumentar a estabilidade da aeronave. A aeronave produzida iria também conter estabilizador re-desenhados e compostos por um material mais resistente para eliminar o problema da vibração. Sendo que a capacidade interna de combustível era pequena, limitando a distância máxima que a aeronave podia percorrer, versões posteriores viram a sua fuselagem alargar um pouco para albergar mais combustível.